# Ulica Józefa Sowińskiego w Warszawie
Ulica Józefa Sowińskiego – ulica w dzielnicy Wola w Warszawie.

## Przebieg
Ulica rozpoczyna się przy skrzyżowaniu z ul. Grodziską na terenie obszaru MSI Odolany, a kończy się przy skrzyżowaniu z ul. Jana Olbrachta na terenie obszaru MSI Ulrychów. Pomiędzy ul. Wolską a przedłużeniem drogi wewnętrznej na przedłużeniu ul. Nakielskiej jest wyłączona z ruchu kołowego i przebiega przez cmentarz Powstańców Warszawy. Przecina cmentarz Wolski, dzieląc go na dwie części.

## Opis
Ulica jest dawną drogą narolną wsi Wielka Wola. Pod koniec XIX wieku w jej miejscu powstały dwie ulice: Bateryjna (od pobliskiego fortu) i Cmentarna (od cmentarza Wolskiego). Później obie ulice połączone w jedną. W 1916 roku znalazła się w granicach administracyjnych Warszawy. Nadana w tym samym roku nazwa upamiętnia gen. Józefa Longina Sowińskiego poległego w 1831 roku na pobliskiej Reducie Wolskiej.
W latach 1935–1939 pod numerem 35, przy skrzyżowaniu z ulicą Kacpra Karlińskiego, znajdowała się synagoga.
W czasie II wojny światowej zabudowa ulicy została zniszczona. W 1945 roku przy ulicy założono cmentarz Powstańców Warszawy.

## Ważniejsze obiekty
- Cmentarz Powstańców Warszawy
- Izba Pamięci przy Cmentarzu Powstańców Warszawy
- Cmentarz Wolski